# Cerezo
Cerezo – gmina w Hiszpanii, w prowincji Cáceres, w Estramadurze, o powierzchni 18,14 km². W 2011 roku gmina liczyła 185 mieszkańców.